# صندوق ويلكم
أسس صندوق ويلكم 1936 كصندوق خيري مستقل لتمويل الأبحاث وتحسين صحة الإنسان والحيوان، وله وقف قيمته 13,9 مليار جنيه استرليني  وتجاوز عمره 76 عاماً, ويهدف الصندوق إلى تحقيق تحسينات مهمة في الصحة عبر دعم الفكر المبدع وبالإضافة لدعم البحث الطبي الحيوي يقوم الصندوق بدعم تبسيط العلوم لعامة الناس.ووصفته الفاينناشا تايز بانه أكبر مؤسسة غير حكومية تدعم البحث العلمي في بريطانيا ومن كبرى المؤسسات العالمية.
في مجال البحث الطبي يتعتبر صندوق ويلكم الثاني عالمياً بعد مؤسسة بيل ومليندا غيتس.

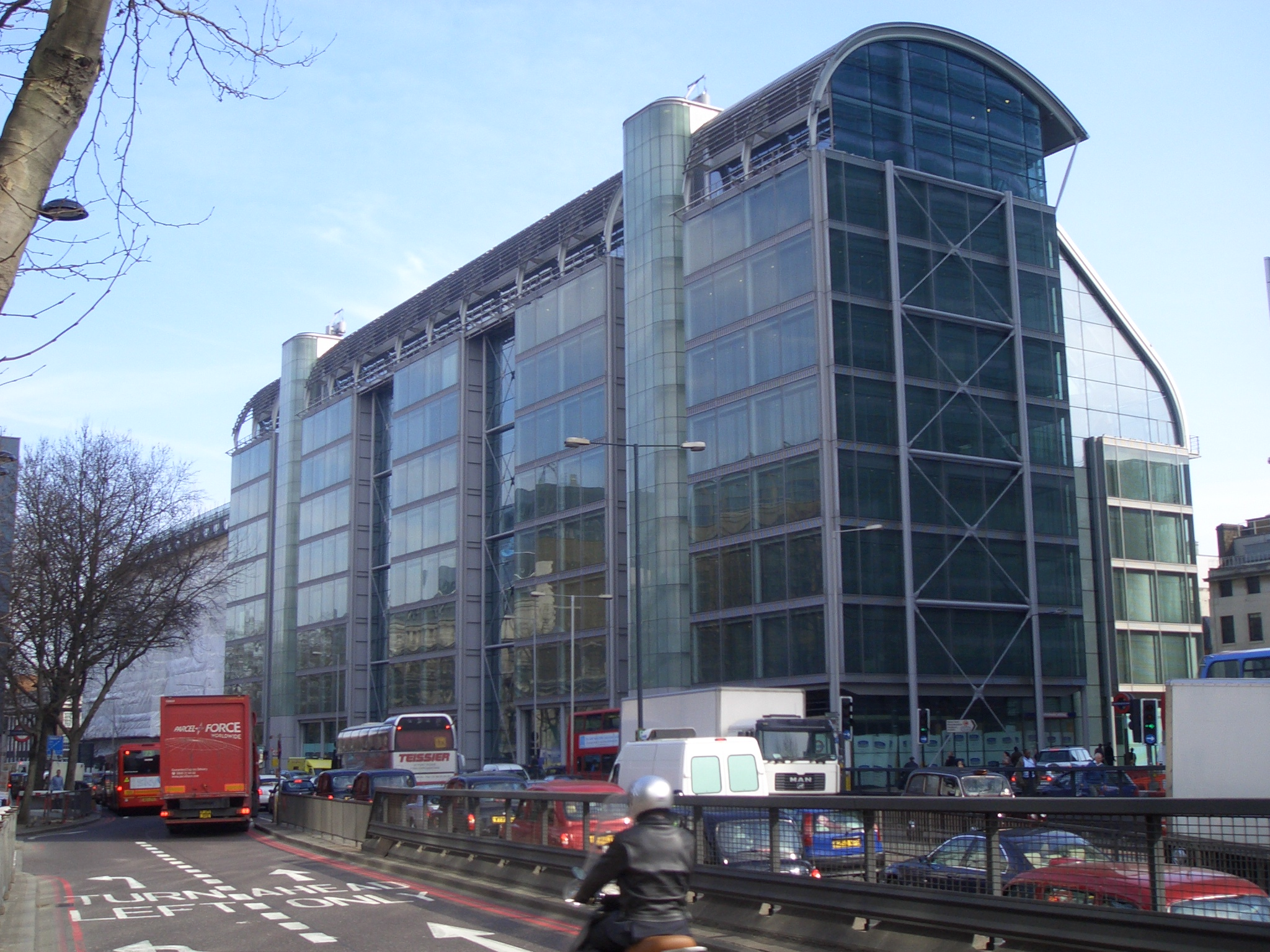
المقرالرئيسي على طريق يوستن لندن

أنشئت ويلكوم ترست في عام 1936 باعتبارها مركز خيري مستقل لتمويل البحوث لتحسين صحة الإنسان والحيوان. يقدر الوقف بنحو 16.6 مليار £. والهدف من مركز الثقة (ويلكوم ترست) هو «تحقيق تحسينات استثنائية في مجال الصحة من خلال دعم ألمع العقول»، وبالإضافة إلى تمويل البحوث الطبية الحيوية فأنه يدعم أفهام وتبسيط العلوم للعامة.
وقد وصف مركز الثقة(ويلكوم ترست) من قبل صحيفة فاينانشال تايمز بأنه أكبر مزود في المملكة المتحدة للتمويل غير الحكومي للبحث العلمي وواحدة من أكبر مقدمي الخدمات في العالم. في مجال الأبحاث الطبية، وهو ثاني أكبر ممول من القطاع الخاص في العالم بعد مؤسسة بيل وميليندا غيتس.
المحتويات
التاريخ
الأنشطة
دعم الوصول المفتوح
المشاركة الجماهيرية ومجموعة ويلكوم
البذر مبادرة اكتشاف المخدرات
المقر
انظر أيضا
المراجع
وصلات خارجية

## التاريخ
أنشئ الصندوق لإدارة ثروة للقطب الأمريكي المولد السير هنري ويلكوم الدوائية. وقد اشتق دخلها من ما كان يسمى أصلا بوروز ويلكوم، سميت لاحقا في المملكة المتحدة بمؤسسة ويلكوم المحدودة في عام 1986 باعت المؤسسة 25٪ من الأسهم ويلكوم بي إل سي للجمهور. بإشرف مدير الموارد المالية ايان ماكجريجور، كانت هذه بداية فترة من النمو المالي التي شهدت زيادة في القيمة بنحو 14مليار جنيه استرليني في 14 عاما، وانتقلت مصالحهم خارج حدود صناعة المستحضرات الصيدلانية. في عام 1995 ، الثقة جردت نفسها من أي مصلحة في الأدوية من خلال بيع كل الأسهم المتبقية لشركة جلاكسو بي إل سي، منافستها البريطانية التاريخية، وخلق كلاسكو -ويلكوم بي إل سي(شركة عامة محدودة). في عام 2000، اختفى اسم يلكوم من تجارة الأدوية تماما عندما اندمجت سميثكلاين بيتشام مع كلاسكو -ويلكوم، لتشكيل شركة جلاكسو سميث كلاين.

## أنشطة

### دعم الوصول المفتوح
ويلكوم ترست تلعب دورا هاما في تشجيع نشر البحوث في مستودعات الوصول المفتوحة مثل المجلة البرطانية (UKPMC). تعتقد يلكوم ترست أن زيادة توزيع هذه الأوراق - من خلال توفير، الوصول عبر الإنترنت مجانا - هي الطريقة الأكثر فعالية لضمان أن البحث يمكن الوصول، وقراءة والبناء عليها. وهذا بدوره سيعزز ثقافة البحث.

### إشراك الجمهور ومجمع ويلكوم
في يونيو 2007،تم فتح مبنى ويلكوم بعد تجديده كمكان للعامة والإسكان في مجموعة ويلكوم، ومركز ويلكوم ترست لتاريخ الطب في جامعة لندن ومكتبة ويلكوم. والهدف من مجموعة ويلكوم هو تعزيز الفهم العام للعلوم والتاريخ الطبي. يحتوي المبنى مساحات معرض ومرافق للمؤتمرات، ومساحة للمناقشات والدراما وورش العمل ومقهى ومكتبة. تظهر صالات العرض عينة صغيرة من الأعمال من جمع السير هنري ويلكوم، وتستضيف برنامجا من الفعاليات والمعارض. مجموعة ويلكوم والمعارض مفتوحة للجمهور مجانا ستة أيام في الأسبوع.
مجموعة ويلكوم ومكتبة ويلكوم أعضاء في متاحف لندن للصحة والطب.

### مبادرة تمويل اكتشاف الأدوية
المعروفة أيضا باسم SDDI، بدأت هذه المبادرة لمدة خمس سنوات في بدات في أكتوبر 2005 الهدف منها «تسهيل تطوير الادوية ذات الجزيئات الصغيرة التي تلبي الاحتياجات الطبية التي لم تلب.» وتقع SDDI في لندن والتي يديرها ريتشارد ديفيس. SDDI قدمت أكثر من 80 مليون جنيه أسترليني من خلال أوائل عام 2010، عبر 30 مشروعا انقسام بين المؤسسات الأكاديمية والشركات. إلى أوائل عام 2010، ولكن كل واحد من هذه الشركات إما كانت المبتدئة أو تريد ان تلغي التعاقد. في مايو 2010، أضيفت 110 مليون جنيه أسترليني إضافية لصندوق SDDI بقصد تمديد المبادرة إلى 5 سنوات إضافية.

## المقر الرئيسي
وتدار العمليات في ويلكوم ترست من مبنيين على الطريق يوستون في لندن. مبنى ويلكوم، في 183 شارع يوستن، الذي بني في عام 1932 في بورتلاند ستون، مجموعة ويلكوم مبانيوالزجاج والصلب المجاورة في 215 شارع يوستن هو بناء جيبس، من خلال هوبكنز للهندسة المعمارية، الذي افتتح في عام 2004 كمقر إداري لليلكوم الثقة.